# Barrancas (La Guajira)
Barrancas es una localidad y municipio del departamento colombiano de La Guajira. El municipio de Barrancas está ubicado en la margen izquierda del río Ranchería, en un valle formado entre la Sierra Nevada de Santa Marta y la Serranía del Perijá. Barrancas tiene una superficie total de 742 km² y se encuentra a 40 metros sobre el nivel del mar. La temperatura media es de 28 °C durante todo el año y se encuentra a 103.7 km de distancia de la capital del Departamento de La Guajira, Riohacha. Se convirtió en municipio en 1892.

## División Político-Administrativa
Además de su Cabecera municipal. Barrancas tiene bajo su jurisdicción los siguientes Centros poblados:
- Carretalito
- Chancleta
- Guayacanal
- Las Casitas
- Nuevo Oreganal
- Papayal
- Patilla
- Pozo Hondo
- Roche
- San Pedro

Veredas: Lagunita de la Sierra.

## Historia
Fue fundada en 1664, por fray José de los Barrancos, cuando los españoles llegaron a la región.
Durante la guerra de independencia de España, el 26 de marzo de 1813 el Cabildo de Barrancas se rebeló contra las autoridades locales de la monarquía española destruyendo imágenes y escudos del rey Fernando VII. El cabildo también juró lealtad a Simón Bolívar. La rebelión fue liderada por Eugenio Vidal, Javier López Sierra, José Rodríguez Romero, Misael Orozco, Pedro Ojeda, Crisanto Solano, Bienvenido Gómez y Pedro Miguel Garavito.
Barrancas fue uno de los pueblos que formó parte de la Provincia de Padilla y se convirtió en municipio en 1892 También fue uno de los cinco municipios que se agruparon para integrar el Departamento de La Guajira en 1954,  llamado Intendencia Nacional de La Guajira por órdenes del entonces dictador militar Gustavo Rojas Pinilla.

## Geografía
Está ubicado en la Península de la Guajira en la Región Caribe de Colombia, limitando al este con la República Bolivariana de Venezuela; al norte con los municipios de Hatonuevo y Albania; al sur con el municipio de Fonseca y al oeste con el municipio de Riohacha. El municipio tiene una superficie total de 742 km² y está a unos 40 m sobre el nivel del mar.
El municipio de Barrancas se encuentra en el Valle de Upar formado entre la Sierra Nevada de Santa Marta (oeste) y la Serranía del Perijá (este) y dentro de la cuenca del río Ranchería.

### Clima
El clima de la región es predominantemente cálido y seco sin variaciones climáticas, manteniendo una temperatura media a lo largo del año de 35 °C  mientras que en las llanuras bajas la temperatura puede alcanzar los 35 °C, y en la zona montañosa del municipio la temperatura es más suave. Durante la temporada de lluvias la temperatura en la parte montañosa del municipio puede alcanzar entre 15-18 °C mientras que en la temporada seca 18-24 °C. Las temperaturas más altas se alcanzan a finales de marzo, abril y mayo En junio y julio las temperaturas bajan y en agosto y septiembre suben. En octubre y noviembre vuelven a bajar y suben en diciembre y enero debido a los vientos alisios.

## Geología
El municipio de Barrancas se sitúa en el marco de las formaciones geológicas que constituye la Sierra Nevada de Santa Marta y los valles del río Ranchería, se ubica de la siguiente manera: 

### Paleozoico
Del Precámbrico hasta el Predevoniano se conocen las rocas cristalinas del zócalo que afloran en grandes áreas y a diferentes niveles en la Sierra Nevada de Santa Marta, representadas por esquistos cristalinos horbléndicos micáceos y cloríticos, y también por filitas, cuarcitas, neiss, anfibolitas, granitos y riolitas. 
En la Serranía de Perijá abundan las rocas arcillosas y areniscosas, como limolitas de mediano metamorfismo con algunas intrusiones de granitos trasgredidas por sedimentos marinos, especialmente conglomerados devonianos.
Del Neopaleozoico se conocen en la Serranía del Perijá| los siguientes grupos: el Devoniano, el Carboniano y el Permiano.
- El devoniano se compone de cuarcitas, areniscas ferruginosas, limolitas y lutitas compactas, con mediano metamorfismo.

- El Carboniano se compone de calizas, liditas y un conglomerado poco cementado, en su parte basal. Las calizas son relativamente espesas, con gran cantidad de fósiles.

- El Permiano está compuesto principalmente de calizas grises que alternan a menudo con arcillas pizarrosas

En la Sierra Nevada de Santa Marta la zona alta está compuesta por rocas intrusivas de esta época (Neopaleozoico) como cuarzo monzonitas y granodioritas, de rocas extrusivas y efusivas como pórfidos, andesitas, riolitas, lavas y tobas volcánicas; mientras que en el borde sur-oriental del zócalo está formado por sedimentos rojizos en varios metros de espesor.

### Juratriásico
En la Serranía de Perijá, el Juratrisico se caracteriza por sedimentos rojizos como areniscas, limolitas y rocas extrusivas porfídicas como andesitas y riolitas con su séquito efusivo de material piroclástico, como tobas, lavas y derrames volcánicos. El sistema presenta en su parte basal un conglomerado poco cementado compuestos por rocas ígneas y metamórficas.
Los yacimientos de cobre se presentan principalmente en zonas de contacto entre las rocas ígneas y sedimentarias, donde tienen lugar las formaciones de los canales apropiados para el flujo de las soluciones hidrotermales cupríferas.

### Cretáceo
Según Stutzer, E. (1927), el Cretáceo comienza con el hundimiento de la parte sub-oriental y nororiental de la Sierra Nevada de Santa Marta, de la Serranía de Perijá y con una transgresión del mar sobre los estratos continentales.
El Cretáceo Inferior se caracteriza principalmente por el contenido de calizas grises, que alternan a menudo con pizarras y liditas, encontrándose en su base conglomerados calcáreos con areniscas cuarcíticas.
En la parte baja de la Serranía de Perijá abundan las calizas del Cretáceo Inferior, expuestas a varios lugares, de grandes volúmenes y de fácil explotación. Estas calizas por su calidad y abundancia se pueden utilizar en combinaciones con los grandes yacimientos de carbón de El Cerrejón.

### Terciario
El Eoceno está representado en el borde occidental de la Serranía de Perijá por varias capas de carbón bituminoso medianamente coquizable, pero de un alto poder calorífico (13.000 a 14.000 B.T.U. por libra).
La formación carbonífera de El Cerrejón que caracteriza este período, está cubierta en gran parte por depósitos cuaternarios constituidos principalmente por aluviones que alternan con capas delgadas de arcillolitas calcáreas. El límite oriental de la formación carbonífera es una falla de cabalgamiento en el Cerro del Cerrejón que pone en contacto las calizas del Cretáceo Inferior con las rocas del Juratriásico; el límite occidental de la formación corre más o menos paralelo al río Ranchería. 
Durante el Terciario Medio y Superior, ocurrieron grandes depósitos marinos, que posteriormente fueron cubiertos parcialmente por depósitos del Cuaternario.
Tanto en la Sierra Nevada de Santa Marta como en la Serranía de Perijá el Terciario aparece en grandes áreas, recubierto en gran parte por depósitos cuaternarios y en parte destruido por la erosión.

### Cuaternario
El Cuaternario ocupa grandes extensiones y se localizan principalmente en las partes bajas, bordeando la Sierra Nevada de Santa Marta (costado oriental) y Serranía de Perijá (costado occidental), donde se presenta una serie de terrazas y abanicos que probablemente corresponden al Pleistoceno.
Numerosos lagos y morrenas se presentan en la parte alta de la Sierra Nevada de Santa Marta, quedan testimonio de una larga glaciación que empezó después de los fuertes levantamientos que tuvieron lugar tanto en la Sierra Nevada como en la Serranía del Perijá.
Teniendo en cuenta las diversas formaciones geológicas, sus edades relativas, facies y plegamientos, podemos concluir que los dos macizos tan cercanos el uno al otro, Sierra Nevada de Santa Marta y Serranía de Perijá, muestran diferencias geológicas muy marcadas.
La Sierra Nevada de Santa Marta se compone principalmente de rocas metamórficas precámbricas o predevonianos y rocas ígneas paleozoicas hasta juratriásicas de carácter continental.
La Serranía de Perijá, al contrario, presenta caracteres marinos, al principio del Paleozoico durante el cual tuvo lugar un gran depósito de sedimentos marinos hasta el final del Permiano en forma discordante.
Al final del Cretáceo o al principio del Terciario, empezó el levantamiento y plegamiento andino, apareciendo la Serranía de Perijá, separada de la Sierra Nevada de Santa Marta por las cuencas de los ríos César y Ranchería donde se depositaron los sedimentos terciarios.
La Sierra Nevada de Santa Marta se considera hoy en día como una parte de la Cordillera Central, separada por la falla de Santa Marta y por una gran translocación en la parte nororiental de ésta.
El Cuaternario se caracteriza por la erosión y sedimentación de los materiales no compactos y la formación de terrazas y abanicos en los valles de los ríos César y Ranchería.
La acción de los glaciares en la Sierra Nevada de Santa Marta, está representada por la formación de morrenas, circos y lagos glaciares, los cuales alimentan los principales ríos.”

## Geomorfología
La región se halla conformada por tres grandes unidades morfoestructurales, que corresponden respectivamente a la Sierra Nevada de Santa Marta, Serranía de Perijá y tierras bajas aluviales.
Las formaciones geológicas presentes en el área, son muy variadas y han sufrido una evolución compleja. Los relieves de montañas y serranías se encuentran labrados principalmente en rocas cristalinas y metamórficas, las tierras bajas aluviales están formadas por una serie de abanicos y terrazas, que probablemente corresponden a sedimentos pleistocénicos.
La influencia marina, especialmente en la Serranía de Perijá, ha tenido gran importancia en los fenómenos geomorfológicos, lo mismo que la tectónica y los procesos de erosión continental que han sido muy activos en condiciones climáticas alternativamente más secas que las actuales.
A continuación se describen las principales características de las diferentes posiciones fisiográficas reconocidas en este estudio de suelos:
1. Plano aluvial central de desborde de los ríos César, Ranchería y otros.
Esta unidad está formada por las tierras bajas aluviales que se inundan durante las épocas de invierno, y se extienden a lo largo de los ríos César, Ranchería y algunos afluentes. 
La unidad tiene una amplitud variable hacia la parte montañosa se va estrechando, mientras que hacia el sur del ríos César, comienza a ampliarse y puede llegar a tener hasta 2 km en su parte más amplia. Esta unidad incluye algunas formas secundarias como pequeños diques, orillares y cauces abandonados. 
Presenta capas de texturas franco arcillo limosas en los primeros 40 a 60 cm de profundidad que descansan sobre materiales arenosos posiblemente de origen granítico.
2. Terrazas aluviales de los ríos César, Ranchería y otros.
Esta unidad está conformada por las terrazas aluviales de los principales ríos y por los valles intra-montanos. En general se definen dos conjuntos de terrazas, el más bajo denominado terrazas bajas, donde se presentan varios niveles por encima del cauce de los principales ríos y el nivel de terrazas medias. 
Toda la unidad se caracteriza por presentar relieve plano y erosión localizada, debido probablemente a la concentración y disolución de sales. 
Los sedimentos que forman las terrazas bajas se componen de materiales arcillosos compactos enriquecidos por materiales calcáreos que pasan a materiales más gruesos con la profundidad, como cantos y gravillas poco seleccionadas, de formas y diámetros variables; a menudo estas terrazas se encuentran por encima de los abanicos de piedemonte, y por consiguiente su edad relativa puede ser mayor.
Por encima de estos niveles hay una secuencia de terrazas medias, localizadas generalmente más lejos de los cauces y hacia el costado oriental de las colinas que forman parte de las estribaciones de la Sierra Nevada de Santa Marta.
Los sedimentos que conforman las terrazas medias a diferencia de las bajas son frecuentemente más arcillosos y de color negro en la superficie; estos materiales descansan a menudo sobre sedimentos limosos calcáreos y estos a su vez sobre materiales arcillosos grises compactos con gran cantidad de gravilla.
Las terrazas medias están frecuentemente recubiertas en su parte marginal por pequeños abanicos de poco espesor, los cuales les imprimen un relieve ligeramente inclinado. Este conjunto a su vez está por encima de las terrazas bajas y es relativamente más antiguo. 
3. Abanicos Aluviales de piedemonte.
Esta unidad fisiográfica se localiza entre la Sierra Nevada de Santa Marta y la Serranía del Perijá a ambos lados de las márgenes de los ríos César y Ranchería. Los abanicos aluviales de piedemonte están compuestos por una serie de abanicos originados por los ríos que descienden de la Serranía del Perijá y Sierra Nevada de Santa Marta hacia los ríos César y Ranchería.
Los abanicos se unen lateralmente tanto hacia el Sur como hacia el Norte, es decir, que se funden lateralmente formando una amplia zona de abanicos aluviales.
En el costado occidental de la Serranía de Perijá los abanicos aluviales de piedemonte están bien desarrollados a lo largo de los ríos Pereira, Marquezote, La Jagua, Villanueva, Cañaverales y Conejo.
Los sedimentos que conforman estos abanicos siguen más o menos un patrón bien definido y de acuerdo con los procesos de sedimentación aluvial: hacia la parte superior o ápice, predominan los materiales gruesos, los cuales van disminuyendo en tamaño y cantidad gradualmente hasta encontrarse en la parte distal sedimentos finos enriquecidos por materiales calcáreos.
La parte terminal de los abanicos de piedemonte se confunden suavemente con el plano aluvial de desborde al o largo de los ríos César y Ranchería. En algunos lugares un pequeño desnivel separa las unidades.
En el costado oriental de la Sierra Nevada de Santa Marta los abanicos están bien desarrollados a lo largo de los ríos Badillo, César, Hondo y Ranchería. 
Los sedimentos que forman estos abanicos son litológicamente diferentes a los abanicos de la Serranía de Perijá. Los abanicos de la Sierra Nevada de Santa Marta, están formados principalmente por materiales graníticos altamente alterados (arenización de los granitos). Grandes cantidades de gravilla se presentan tanto en la superficie como en la profundidad y se distribuye regularmente desde el ápice hasta la parte distal. Generalmente estos abanicos presentan la siguiente secuencia de materiales: en la superficie una capa de arenas gruesas, que descansan sobre gravillas fuertemente cementadas y estas a su vez sobre un sustrato de arcilla grises cementadas, con abundantes gravillas y cantos de formas y diámetros variables. Estos abanicos no coalescen lateralmente como los abanicos de la Serranía de Perijá, sino que presentan una distribución discontinua debido a la presencia de macizos graníticos o calcáreos los cuales los separan entre sí. 
4. Abanicos Fluviales Intra-montanos:
Se encuentran tanto en la Serranía de Perijá como en la Sierra Nevada de Santa Marta, los cuales se localizan entre las colinas y los macizos montañosos, rellenando pequeñas fosas tectónicas o siguiendo ciertas líneas de falla. Se han originado a lo largo de arroyos y ríos que descienden de las partes altas, en donde han actuado dos procesos principales, la gravedad y la acción del agua. Estos abanicos se caracterizan por contener una gran cantidad de cantos grandes de formas angulares, distribuidos en forma irregular con una matriz fina gravillosa, lo que hace pensar que su transporte fue corto y en forma torrencial, dando como resultado un relieve fuertemente inclinado. Tales abanicos se localizan por encima de los abanicos aluviales de piedemonte, y aparecen con rasgos muy evidentes a lo largo de la carretera que conduce de Urumita a la Sierra Nevada de Santa Marta. 
5. Valles Intra-montanos
Esta unidad se encuentra a lo largo de los principales ríos en donde por lo general las partes superiores de las cuencas se extienden en valles más o menos estrechos. 
Los ejes longitudinales de estos valles generalmente corren paralelos en las direcciones oriental y occidental de los respectivos macizos montañosos.
Los valles intra-montanos incluyen a menudo otras formas secundarias, como pequeñas zonas de terrazas, de abanicos y acumulaciones de materiales coluviales provenientes de las vertientes adyacentes que cubren frecuentemente los ejes de los valles.
La composición granulométrica de estas formas es muy variada, pues está estrechamente relacionada con la naturaleza litológica de las vertientes y macizos en donde se encuentran estas formas.
6. Colinas
Esta unidad fisiográfica está compuesta por un complejo de superficies bajas que forman parte de las estribaciones de la Serranía de Perijá y la Sierra Nevada de Santa Marta. 
Estas superficies se encuentran al occidente de la Serranía de Perijá y al oriente de la Sierra Nevada de Santa Marta; su límite superior es difuso con las montañas, mientras que su límite inferior está bien definido con los abanicos del piedemonte. 
En la zona de colinas se observa, a veces, descansos denominados aplanamientos residuales cuyo conjunto forma un modelo escolado. Las minas de carbón de El Cerrejón, ocupan esta posición.
7. Montañas
Esta unidad comprende las cimas y vertientes de la Serranía de Perijá y Sierra Nevada de Santa Marta, las cuales circundan las tierras aluviales bajas; están cubiertas en gran parte por bosques, con pendientes escarpadas y sujetas a fenómenos de movimientos en masa y reptación sobre los planos de las vertientes. Tal fenómeno se observa por la carretera que conduce de Urumita a la Sierra y de San Juan del César a la localidad de la Peña. Se debe a las pendientes fuertes y a la actividad tectónica de la región.
La Serranía de Perijá se levanta desde el valle del César hasta los límites con Venezuela, con una altitud que fluctúa entre 1.000 y más de 3.000 mSNM siendo el punto más elevado el Alto del Avión a 3.600 m, a esta altura es frecuente observar valles y lagunas glaciares.
En el costado occidental se encuentran rocas de diferentes edades y de composición variada, como calizas, limolitas, areniscas y esporádicas intrusiones d granitos altamente alterados, como también derrames volcánicos de lavas y andesitas.
La Sierra Nevada de Santa Marta se levanta formando un gran macizo montañoso, que circunda las tierras bajas aluviales, el cual está considerado como una parte de la Cordillera Central, con elevaciones que fluctúan entre 1.000 y 5.800 m s. n. m., cuyos puntos más elevados son los picos Colón y Bolívar, cubiertos por nieves perpetuas, donde tienen origen los ríos César y Ranchería, que descienden por el costado oriental y forman la gran zona de tierras bajas aluviales.
Litológicamente la Sierra Nevada de Santa Marta es diferente a la Serranía de Perijá. El costado oriental de la Sierra Nevada de Santa Marta está compuesto por rocas ígneas y metamórficas, que caracterizan los diferentes relieves de cimas y vertientes, que se extienden desde la base hasta la parte superior formando una gran cadena montañosa.
Las partes más altas han sido afectadas por grandes glaciaciones cuaternarias, indicadas por morrenas, circos glaciares, lagunas, valles en forma de U y diaclasas, fenómenos producidos por la congelación y descongelación de grandes masas de hielo.
El relieve que presenta es muy irregular y está formado por cimas y vertientes escarpadas, modelada por escurrimiento difuso y concentrado que da lugar a una fuerte disección, la cual está estrechamente relacionada con la naturaleza litológica de los materiales. Los planos de las vertientes están afectados a menudo por fenómenos de reptación y movimientos en masa con acumulaciones de materiales en la base de las mismas, lo cual modifica en parte la forma de las vertientes.

### Relación suelos-unidades geomorfológicas
Los suelos que se encuentran en el plano aluvial de desborde son generalmente poco desarrollados.
Durante las épocas de invierno, el nivel freático y el micro-relieve se combinan para producir una fluctuación en el drenaje interno de los suelos.
En el complejo de terrazas bajas, los suelos presentan morfologías transicionales entre los suelos de las terrazas medias y la parte distal de los abanicos de piedemonte de la Serranía de Perijá, con recubrimientos de arcilla sobre los agregados.
Los suelos del complejo de abanicos aluviales de piedemonte hacia la parte superior o ápice, están en general pobremente desarrollados.
En los valles intra-montanos, los suelos varían grandemente en morfología y desarrollo pedogenético.
En la unidad denominada colinas, los suelos presentan morfologías poco desarrolladas. Sin embargo, en algunos lugares de esta unidad pueden aparecer suelos más desarrollados.
Los suelos de montañas y vertientes, varían ampliamente en su morfología. El desarrollo pedogenético de los suelos en esta superficie están en relación con el clima y la naturaleza litológica de los materiales que conforman la unidad.”

## Hidrología
El eje estructurante de la dimensión ambiental es el agua, como elemento fundamental de vida. En este sentido, el municipio de Barrancas forma parte de la cuenca del río Ranchería. El área del municipio de Barrancas se encuentra irrigada principalmente por el río Ranchería, sus respectivos afluentes, y algunas corrientes subterráneas.

### Aguas Superficiales
Entre las principales corrientes superficiales se encuentran las siguientes (Ver Plano D7: Hidrografía): 
Cuenca Del Río Ranchería
El río Ranchería es el más importante, por ofrecer las mayores posibilidades de adecuación de tierras para el desarrollo agropecuario. La importancia económica y social de este río se despliega especialmente en su cuenca media, por el número de familias beneficiadas, predios irrigados, entre otros. Hasta ahora se han cometido una serie de desórdenes en el uso y distribución del agua. 
“El río Ranchería corre desde su nacimiento en la Sierra Nevada de Santa Marta hasta el Mar Caribe. La cuenca hidrográfica se divide en dos con diferentes características geomorfológicas e hidrológicas, así:
- La cuenca alta, que es la parte montañosa de la cuenca hidrográfica, corre 66 km en dirección occidente-oriente desde la cabecera del río (laguna de Chiriguaná - elevación 3.400 m) hasta la entrada al valle del Ranchería en la estación medidora de El Cercado (elevación 400 m). El río atraviesa un estrecho cañón, cubierto por bosque húmedo. El área de drenaje es de aproximadamente 364 km², con una precipitación anual promedio de 1.600 mm. El tributario principal en la cuenca es la quebrada de Marocaso.

- La cuenca media, que se extiende desde la estación de medición de El Cercado en dirección nororiental hasta la estación de medición de Cuestecitas (una distancia aproximadamente 92 km) a través de un valle plano, ancho, semidesértico, donde las temperaturas y las tasas de evaporación son altas. La vegetación varía de bosque tropical a bosque tropical muy seco. El río corre desde una elevación de 400 m hacia abajo a 76m, y drena un área de 2.498 km² . La precipitación anual promedio es de aproximadamente 900 m m. Los principales tributarios son el arroyo Seco, el arroyo La Quebrada y el río Palomino.

- La cuenca baja se extiende desde la estación de medición de Cuestecitas, en dirección noroccidental hasta desembocar en el mar Caribe en la ciudad de Riohacha”.

Actualmente está siendo sometido a presiones externas fuertes por la tala indiscriminada de los bosques que circundan su cauce.
Cuenca del Palomino
“El río Palomino corre desde su cabecera en la Serranía del Perijá (límite con Venezuela) hasta el río Ranchería, adyacente a la mina de Oreganal, aproximadamente 3 km al norte del municipio de Barrancas. El río desciende de una elevación de 2.200 m s. n. m. hasta una a 130 m s. n. m. a lo largo de una distancia de 30 km. El río Palomino puede dividirse en tres secciones, con base en las condiciones morfológicas y litológicas:
La sección alta (aproximadamente 95 km²) de terreno montañoso, desde la cabecera hasta el corregimiento de San Pedro, cubierta de bosque húmedo.
La sección media (aproximadamente 61 km²) de terreno ondulado desde el corregimiento de San Pedro hasta el corte formado por las pendientes norte y sur de las colinas de Majaguita y Palmarito. Esta sección incluye las confluencias con algunas quebradas importantes.
La sección baja hasta el río Ranchería, atravesando la llanura aluvial y colinas bajas. La vegetación predominante varía de bosque tropical a bosque tropical muy seco, con temperaturas y regímenes de evaporación altos”.
Arroyo la Quebrada
Es una fuente de agua que nace en inmediaciones del Municipio de San Juan del César, más exactamente en el corregimiento de Cañaverales, en la unión de la Quebrada con el arroyo Cañaverales, y a ella se unen en territorios del Municipio de Fonseca los arroyos La Yoya, Conejo, y El Ariza en el municipio de Barrancas. Es afluente del río Ranchería. Actualmente esta fuente de agua, tiene limitaciones para su uso en razón del escaso recorrido dentro de la jurisdicción municipal (escasamente 13 km), el tipo de suelos que atraviesa, la salinidad intrínseca a sus aguas y la calidad bacteriológica fuertemente afectada por los vertimientos líquidos de la municipalidad de Fonseca.
Arroyo Cerrejón
Se forma por la unión de los Arroyos Pesquería, El Salado y El Cerrejón propiamente dicho, que nacen hacia la Serranía del Perijá, sector de Los Estados, Sierra Azul y Punto Claro, y que desemboca en el Río Ranchería pasando cerca al Caserío de Chancleta, hacia el Norte, aunque su caudal es mínimo en épocas de verano intenso y su calidad notablemente degradada. El Cerrejón y sus tributarios son de vital importancia para las actividades agrícolas y principalmente ganaderas de la zona y de igual forma como potencial fuente de suministro de agua y recreación para los habitantes de Patilla y Chancleta, cuya longitud es de aproximadamente siete Kilómetros.
Arroyo Pozo-hondo
Aflora en vecindades del Caserío que lleva su nombre, como corriente de agua que proviene de las estribaciones de la Sierra Nevada de Santa Marta. Es una fuente de buena calidad, aunque con excesiva dureza cálcica y tendencia a la incrustación como todos los que afloran de estos materiales calcáreos.
Su caudal es insuficiente para la diversidad de usos que se pretenden de él, algunos incompatibles con otros como son: Recreación con contacto primario (baño), suministro de agua a Pozohondo y Guayacanal, abrevadero directo de animales en las vecindades de la fuente, riego, etc. Lo anterior ha originado más de un conflicto entre los pobladores y entre las comunidades de Guayacanal y Pozo-hondo.
En épocas de máximo estiaje su caudal se extiende en longitud menor de 500 m y cada vez se comporta menos como un arroyo de caudal temporal y más como uno de escorrentía, entre el nacimiento y la desembocadura al río Ranchería el cauce tiene una extensión aproximada de 11 km que permanecen totalmente secos con excepción de los días de intensas lluvias”.
Aguas Subterráneas
El inventario de pozos y aljibes que se describen a continuación forman parte del estudio hidrogeológico del Plan de Manejo Ambiental Minas de carbón del Cerrejón Central.
En la zona de la mina y fincas aledañas se han localizado siete pozos de los cuales cuatro (N.º 2, 3, 4 y 6) no presentan variación de nivel de agua entre las épocas de verano e invierno mientras los tres restantes perciben una variación de uno a dos metros.

## Minerales
Carbón
Los yacimientos carboníferos en el municipio de Barrancas se encuentran localizados en la inspección de policía de Roche y Oreganal viejo, los caseríos de Chancleta, Patilla, Las Casitas y Cerrito.
El Cerrejón se encuentra dividido en tres zonas: Zona Norte, en el caso de Barrancas corresponde a Roche; Zona Centro, cubre Chancleta, Patilla y Oreganal Viejo; Zona Sur, va desde Oreganal Viejo llegando hasta Carretalito (Ver Plano D10: Edafología).
“Las minas de carbón de la Comunidad o muchas veces llamadas Central y Oreganal constituyen dos de una serie de propiedades carboníferas en el Departamento de La Guajira. Las minas explotan el yacimiento de carbón Terciario del Cerrejón, el cual se presume que se prolonga alrededor de 60 km en una dirección aproximada nororiente/suroccidente. Hasta la fecha, toda la actividad minera se ha realizado a cielo abierto, utilizando métodos convencionales de explotación de camión y pala, con un beneficio limitado del carbón
Las dos propiedades están localizadas dentro del municipio de Barrancas. Ambas propiedades producen carbón térmico para exportación a Europa y el resto de Latinoamérica con producción limitada para el mercado nacional”.
“Las minas Oreganal y Cerrejón Central están localizadas en una región baja conocida como la "Baja Guajira”, entre la Sierra Nevada de Santa Marta hacia el occidente y la Serranía de Perijá hacia el oriente. En general, el relieve del valle es bajo y ligeramente ondulante, con excepción del extremo suroriental que incorpora el borde de La Serranía de Perijá. 
El área carbonífera, en general es baja con elevaciones entre 110 m sobre el nivel del mar a lo largo de la llanura aluvial del Ranchería hasta un máximo de 190 m sobre el nivel del mar hacia las estribaciones de las colinas de Palmarito. Hasta la fecha, alrededor de 300 ha del sitio de Oreganal y 1000 ha del sitio de Cerrejón Central han estado sometidas a modificación mediante la construcción de botaderos de desechos y excavación de tajos de carbón.
El área también comprende una diversidad de unidades geomorfológicas, que reflejan diferencias en el material precursor, tipo de suelo, régimen de erosión, drenaje, precipitación y condiciones del viento.”
“El contrato de concesión a Carbones del Cerrejón, para la explotación de Cerrejón Central comprende 5.421 ha y el de Oreganal es de 2.493 ha. Adicionalmente se tiene el contrato para evaluación del área del Cerrejón Sur.”
Las explotaciones carboníferas actuales y futuras del municipio afectarían gravemente las zonas de Roche, Patilla, Chancleta, Oreganal Viejo, Provincial, San Francisco, Las Casitas, Barranco Alegre, Tamaquito, Arroyo Hondo, Carretalito y Sestiadero. Esto incluye el desplazamiento de las poblaciones del área. Carbones del Cerrejón no reconoce a los Wayuu de Tamaquito como indígenas, y esto los protege leyes y normas internacionales para poder continuar con el desastre ambiental que están causando.
Caliza
“El segundo recurso mineral en abundancia es la roca caliza, distribuida principalmente en grandes mantos rocosos hacia las laderas de las estribaciones de la Sierra Nevada de Santa Marta (zona de Sahino, Pozo-hondo, El Cerro, El Rodeo, Lagunita, Guayacanal, etc.) y en incrustaciones calcáreas que conforman el suelo y subsuelo de la parte plana entre la cabecera municipal y los sitios descritos; no está cuantificada la cantidad y calidad de estas formaciones, ni existe actualmente aprovechamiento alguno de ellos así sea de manera artesanal.”
Mármol
“En la Cuchilla de Palmarito, a tan solo 7 km al oriente de la cabecera municipal, existen formaciones de mármol que han estado recientemente en explotación comercial. En la misma zona entre Palmarito y Las Casitas existen formaciones de yeso, que igualmente están sin valorar su calidad y cantidad, y que hasta la fecha no han registrado ningún tipo de explotación.”
Caolín
“El Caolín es otro de los minerales con presencia apreciable en el subsuelo de Barrancas, especialmente en los alrededores del corregimiento de Guayacanal. Tampoco existe valoración de su calidad y reservas, y por tanto de su potencial de explotación, transformación y comercialización”. 
Arcilla
“Al igual que en los restantes municipios del Sur de La Guajira, se encuentran formaciones de arcilla de diferentes profundidades y calidad. Se concentran estos depósitos en la zona marginal de la cabecera municipal hacia el Sur y Este, en vecindades del río Ranchería. Estas arcillas vienen siendo explotadas sin ningún tipo de planeamiento ni legalización, para la producción artesanal de ladrillo cocido con destino a la construcción local y en menor escala para el mercado de Hato-nuevo, Maicao y Riohacha”.
Cobre
“En las zonas de Chivolo y Campo Florido, hacia la Serranía del Perijá, hay evidencias de mineral de cobre, que al igual que los restantes minerales adolecen de una caracterización y cuantificación”.
Materiales para Construcción
“En los lechos del Ranchería y Palomino se cuenta con una gran potencial de materiales de excelente calidad para la construcción, desde arena fina hasta cantos rodados de tamaño superior a los 10 cm.  La explotación de estos materiales se viene haciendo de manera artesanal sin los estudios y manejos ambientales que las vitales fuentes de agua ameritan, y sin control por parte del Municipio o de Corpoguajira”.

## Componente Biótico

### Flora
El mayor grado de intervención a la flora (y a la fauna) se ha dado hacia el noreste del municipio, donde se ejecuta la explotación de carbón a cielo abierto, dentro de la jurisdicción de Barrancas donde se desarrollan actividades para propósitos de minería (tajos mineros, botaderos, vías, pistas de aterrizaje, patios de carbón, campamentos, etc), representados por el proyecto Carbonífero El Cerrejón. En segunda instancia la actividad pecuaria es también causante de modificación de la flora.
Es importante resaltar la forma como se continua la devastación de la cobertura vegetal en zonas críticas desde el punto de vista ecológico, y sobre todo en lo que tiene que ver con las fuentes de agua y las orillas de sus cauces. Se efectúan tumbas y quemas para realizar apenas una cosecha, normalmente de pancoger.
Aunque la vegetación natural ha disminuido por la acción del hombre, se encuentran áreas donde existen especies forestales valiosas, especialmente en las colinas. Es de destacar que el Municipio de Barrancas cuenta con una gran riqueza florística enmarcada por la Sierra Nevada de Santa Marta y la Serranía del Perijá, destacándose las siguientes formaciones vegetales:
Rastrojo alto
Esta unidad corresponde a manchas boscosas de segundo crecimiento con un dosel bien definido de individuos de forma de varas y un estrato bajo poco denso. Se caracteriza por poseer especies como Jobito blanco, Jobito del Valle, Mulato, Caranganito, Yuco, Olivo Santo, Jayito y Sajarito, y algunas especies del estrato arbustivo con cactáceas. Cubre los resguardos indígenas de Provincial, San Francisco, Trupío Gacho, Sahino; el corregimiento de Guayacanal; y la inspección de policía Pozo Hondo.
Rastrojo bajo
Son coberturas vegetales de bajo porte y de estructura compleja, que colonizan áreas de antiguos potreros de ganadería. Se caracteriza por presentar especies pioneras y regeneración natural de algunas especies arbóreas y arbustivas como Lechoncito, Maíz tostao, Jayito, Espinito blanco, Puy, Pastelillo, Escobilla; otros como la Hierba zorro, Canutillo, Arruinarico. Esta cobertura vegetal se encuentra en las llanuras, en los corregimientos de Guayacanal y Carretalito; cabecera municipal (Papayal y Oreganal); en el asentamiento de Barranco Alegre y el caserío Las Casitas.
Matorral
Corresponde a coberturas homogéneas de especies xerofíticas que surgen en zonas con baja disponibilidad de agua. Se caracteriza por presentar una estructura cerrada y densa de especies arbóreas y arbustivas de Espinito rojo, Trupillo, Cruceto, Caranganito, Aruña gato, Piñuelo, y Buche de paloma, asociadas con cardonales. Este tipo vegetativo se encuentra en El Cerrito, Crucetal, Sitio Nuevo, Arroyo Hondo, Tamaquito, y Sestiadero.
Cultivos
Son áreas reducidas destinadas a la producción agrícola de cultivos de maíz, sorgo, café, malanga, plátano, yuca, y árboles frutales como la naranja, guayaba, níspero, zapote, tomate de árbol y lulo. Se encuentran en todo el municipio y llanos del río Ranchería.
Bosque de galería o riparios
Son los bosques que se ubican en las márgenes de las corrientes de agua o alrededor de los cuerpos de agua. Los bosques de galería o riparios le imprimen unas características particulares a las sabanas, ya que ofrecen condiciones para el desarrollo de una vegetación arbórea, debido a la presencia de agua freática durante todo el año. Se comportan como corredores para la dispersión de la biota silvícola y como albergue para la fauna silvestre representando el típico pedobioma freatofito. La diversidad de especies vegetales aumenta la presencia de fauna que utiliza este ambiente, ya sea como refugio o como base para su alimentación. Ecológicamente son importantes para mantener el balance del ciclo hidrológico, se destacan el río Ranchería como fuente hídrica principal para el municipio, el río Palomino, los arroyos la Quebrada, Mapurito, El Cerrejón, Pozo Hondo, entre otros.
Las especies predominantes son Guácimo, Higuerón, Copey, Algarrobo, Roble, Buche de Paloma, Mulato, Coa y Jobito, principalmente.
Bosque secundario
Son pequeñas manchas de bosques localizadas a nivel puntual, conservan un alto porcentaje de especies maderables en estado de desarrollo fustal y contienen especies tales como Canalete, Guabo rojo, Aguacerito, corazón fino, Quebracho, Mamón de leche, Majagua y Puy. Característicos de las riberas del Cerrejón, y resguardos indígenas. Para el área de la Sierra Nevada de Santa Marta se encuentran especies como el Cedro, Roble, Caobo, Pino blanco, y Ceiba blanca.
Potreros
Este tipo de cobertura corresponde a la que actualmente se encuentra en pastoreo o en abandono, constituida por praderas degradadas, con dominancia de estratos herbáceos y arbustivos y algunos pastos cultivados. Se encuentran en orillas del río Ranchería y en las cordilleras, con pasto guinea (Panicum maximum), pasto buffel (Cencrhus ciliaris), pasto faragua (Hyparrhenia rufa) y angleton (Dichanthlum aristatum) principalmente.
Potrero arbolado
Este tipo de cobertura es similar al anterior en donde se ha conservado árboles de sombrío. Al igual que en los potreros, el tipo de ganadería que se práctica es extensiva, con especies como algarrobo, guácimo, jobito, aceituno, maíz coció, caracolí, camajón, trupillo.

### Fauna
La fauna es un recurso natural íntimamente relacionado con la vegetación. Por un lado la vegetación determina en parte la variabilidad y cantidad de las especies faunísticas, ya que muchas especies se alimentan de semillas o frutos específicos de determinados árboles que tienen un período de crecimiento estacionario; por otra parte la fauna es la encargada de dispersar las semillas a otras zonas aumentado la distribución geográfica de las especies vegetales.
A los diferentes tipos de flora están asociados también diversas especies de fauna; no obstante, por la caza indiscriminada y por la alta proporción de tierras con degradación intensa de la cobertura vegetal, algunas especies amenazadas han migrado a otros sitios.
“En cuanto a aves, la gran diversidad que antes existió de estas en la zona plana se ha visto sustituida por unas pocas especies de palomas, predominando tortolitas y tapatierras, y en menor proporción torcazas y perdices, y las negritas o cocineras. También son abundantes pájaros como el cucarachero, azulejo, carpintero y bichofué; mientras que especies como canarios, pico gordos, sinsontes, cardenales, turpiales, pericos, cotorras y guacamayos, son cada vez más escasos por el auge de su comercio.
En lo relativo a reptiles, abundan el lagarto común o lagartija y el lagarto azul y diversos tipos de sapos; todos estos son frecuentes en la zona rural y alrededores de la zona urbana. Se ha disminuido notoriamente la población de ofidios de tanta importancia ecológica como las cazadoras, también las venenosas entre las que eran frecuentes la cascabel y bejuquilla. La población de iguanas y morrocones se encuentra amenazada en el Municipio”.41
Adicionalmente, las aguas que bañan el municipio poseen una gran biodiversidad de especies, como son las algas del perifiton del río Ranchería, los organismos bénticos (río Ranchería y tributarios), y comunidades ícticas. Al igual que la artropofauna, herpetofauna y moluscos asociados a la hojarasca en el suelo.

## Economía local
El municipio de Barrancas se encuentra interconectado directamente al sistema urbano regional de Riohacha, lo cual le permite cumplir relaciones económicas y productivas con municipios cercanos como Riohacha y Maicao, destacándose la actividad comercial del contrabando en menor escala y la economía extractiva del carbón en mayor nivel. Así mismo, tiene flujos comerciales con los municipios de Santa Marta y Barranquilla en términos productivos, debido a que parte de la producción local se comercializa con estos municipios.
Por otra parte, en forma indirecta tiene relaciones económicas con el sistema urbano regional de Valledupar, el cual ejerce una influencia sobre los municipios de San Juan del César, Villanueva, Fonseca, Urumita, El Molino, Distracción, La Jagua del Pilar y Barrancas. Esta influencia se debe fundamentalmente a la posición que la capital del César consolidó en los años 60, con base en el desarrollo de la agricultura comercial y el mejoramiento de las vías para el flujo agropecuario y el contrabando, en menor escala. 
Los vínculos económicos se fundamentan en la comercialización de cultivos como el café, el plátano, algodón, maíz y yuca. La principal actividad económica del municipio de Barrancas está fundamentada en la minería, ya que dispone de los yacimientos de carbón de El Cerrejón, conocida como una de las minas más grandes e importantes de Colombia, actualmente es explotada a cielo abierto, siendo la actividad más relevante a nivel departamental.

## Servicios públicos
- Energía Eléctrica: Air-e, del grupo EPM, es la empresa prestadora del servicio de energía eléctrica.
- Gas Natural: Gases de La Guajira es la empresa distribuidora y comercializadora de gas natural en el municipio.